# 인디언 프리미어리그

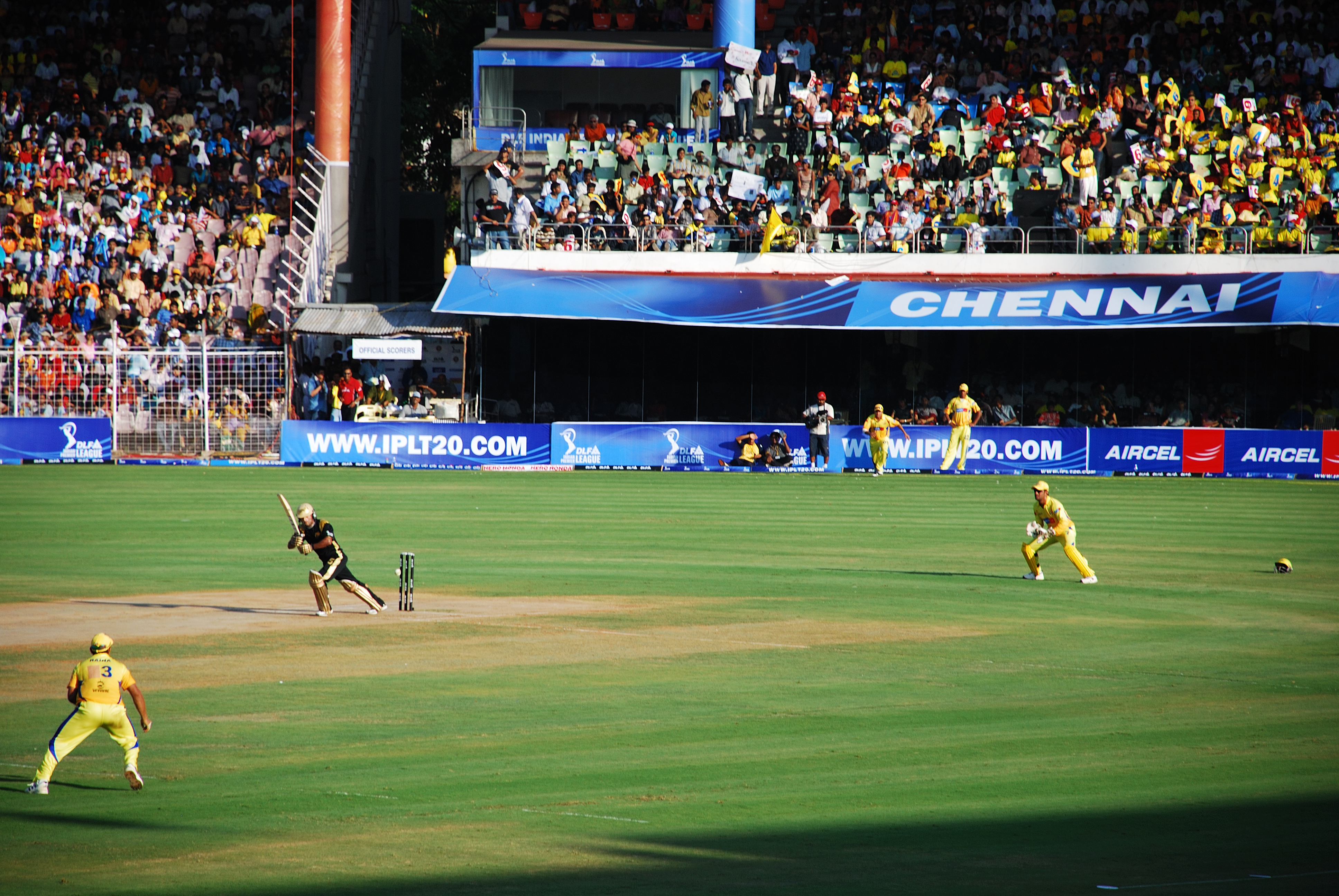
M.A. 치담바람 크리켓 경기장에서 벌어진 첸나이 대 콜카타의 경기

인디언 프리미어리그(Indian Premier League, IPL)은 인도의 프로 트웬티 20 크리켓 리그이다. 대회는 홈 앤드 어웨이 방식의 리그전으로 진행되고, 상위 4팀이 결승 토너먼트에 진출하여 우승 팀을 결정한다. 2008년 4월 18일에 개막된 첫 시즌에서 라자스탄 로열스가 첸나이 수퍼 킹스를 꺾고 우승을 차지하였다. 2009년 시즌은 인도의 총선거 기간과 겹쳐 테러의 위험이 있었기 때문에 남아프리카공화국에서 대신 개최되었다.

## 팀
| 팀                     | 도시         | 가입년도 | 구단주                                                      | 단장               | 감독          |
| ---------------------- | ------------ | -------- | ----------------------------------------------------------- | ------------------ | ------------- |
| 뭄바이 인디언스        | 뭄바이       | 2008     | 무케쉬 암바니 (릴라이언스 인더스트리스)                     | 사친 텐두르카      | 로빈 싱       |
| 로열 챌린저스 방갈로르 | 방갈로르     | 2008     | 비제이 말야 (UB 그룹)                                       | 비라트 코흘리      | 레이 제닝스   |
| 데칸 차저스            | 하이데라바드 | 2008     | 데칸 크로니클                                               | 케비 피에테르센    | 대렌 레흐만   |
| 첸나이 수퍼킹스        | 첸나이       | 2008     | 인디아 시멘트 (N.스리니바산)                                | 마헨드라 싱 도니   | 스테펜 플레밍 |
| 델리 데어데빌스        | 뉴델리       | 2008     | GMR 그룹                                                    | 바이렌더 세와그    | 그레그 시퍼드 |
| 킹스 XI 펀자브         | 찬디가르     | 2008     | Ness Wadia, Preity Zinta, Dabur, Apeejay Surendera Group    | Adam Gilchrist     | Michael Bevan |
| 콜카타 나이트 라이더스 | 콜카타       | 2008     | Red Chillies Entertainment                                  | Gautam Gambhir     | Dav Whatmore  |
| 라지스탄 로열스        | 자이푸르     | 2008     | Emerging Media (Lachlan Murdoch), Shilpa Shetty, Raj Kundra | Shane Warne        | Shane Warne   |
| 푸네 워리어스          | 푸네         | 2011     | 사하라                                                      | Yuvraj Singh       | Geoff Marsh   |
| 인디 코만도스 케랄라   | 코치         | 2011     | Kochi Cricket Private Limited                               | Mahela Jayawardene | Geoff Lawson  |

## 시즌
| 시즌 | 우승             | 준우승                 | 팀 |
| ---- | ---------------- | ---------------------- | -- |
| 2008 | 라자스탄 로열스  | 첸나이 수퍼 킹스       | 8  |
| 2009 | 데칸 차저스      | 로열 챌린저스 방갈로르 | 8  |
| 2010 | 첸나이 수퍼 킹스 | 뭄바이 인디언스        | 8  |
| 2011 | 첸나이 수퍼 킹스 | 로열 챌린저스 방갈로르 | 10 |

## 같이 보기
- 인도 슈퍼리그
- 분류:인도의 프로 스포츠 리그